# Adesmia godoyae
Adesmia godoyae är en ärtväxtart som beskrevs av Karl Friedrich Carlos Federico Reiche. Adesmia godoyae ingår i släktet Adesmia och familjen ärtväxter. Inga underarter finns listade i Catalogue of Life.